# 科斯塔 (上科西嘉省)
科斯塔（法語：Costa，法語發音：[kɔsta]）是法国上科西嘉省的一个市镇，属于卡尔维区。

## 地理
科斯塔（42°34'30"N, 9°0'6"E）面积1.09 平方千米，位于法国上科西嘉省，该省份位于科西嘉北部，后者为地中海西部的一座岛屿，也是法国的一个单一领土集体，位于法国大陆部分的东南面，意大利半島的西面，最临近的地块是撒丁岛。
与科斯塔接壤的市镇（或旧市镇、城区）包括：奥基亚塔纳。

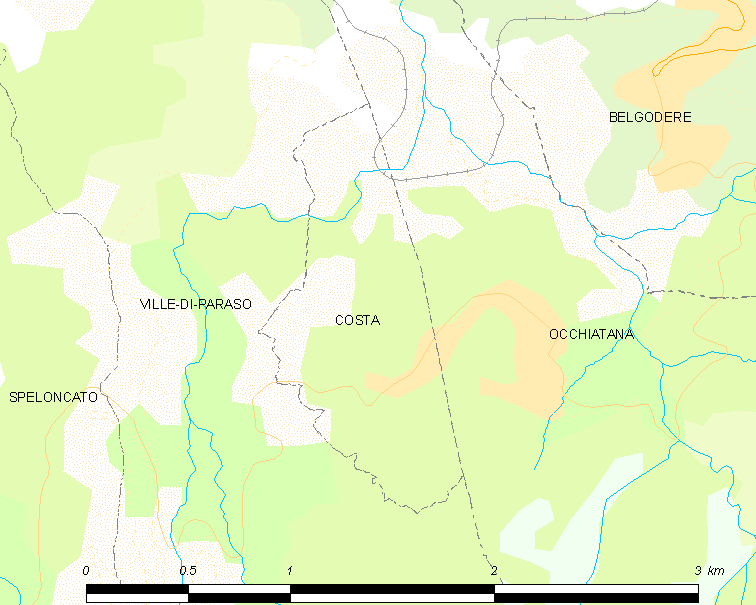
的OSM定位图

科斯塔的时区为UTC+01:00、UTC+02:00（夏令时）。

## 行政
科斯塔的邮政编码为20226，INSEE市镇编码为2B097。

## 政治
科斯塔所属的省级选区为利勒鲁斯县。

## 人口

1962-2008年间人口变化图示

科斯塔于2022年1月1日时的人口数量为49人。